# Chevrolet Astro
Chevrolet Astro, även kallad GMC Safari, är en minivan tillverkad av General Motors mellan 1985 och 2005.
Chevrolet Astro och GMC Safari var GM:s svar på Chrysler Voyager (Chrysler Town & Country i USA) och dess systermodeller Dodge Caravan och Plymouth Voyager och fanns i ett flertal utföranden. Motorerna var längsmonterade och drev bakhjulen via stel bakaxel. Som tillval fanns även AWD (fyrhjulsdrift).
År 2005 ersattes modellen delvis av Chevrolet Uplander.